# La calda estate
La calda estate è un EP del gruppo musicale italiano Skarabazoo, pubblicato nel 2011 dall'etichetta discografica Maninalto!.

## Tracce
1. Sul tetto
2. La calda estate
3. Ragnatele